# Gelis aciculatus
Gelis aciculatus är en stekelart som först beskrevs av Hugh Edwin Strickland 1912.  Gelis aciculatus ingår i släktet Gelis och familjen brokparasitsteklar. Inga underarter finns listade i Catalogue of Life.